# Acqua & Sapone (ciclismo)
La Acqua & Sapone (codice UCI: ASA) era una squadra ciclistica maschile di ciclismo su strada italiana. Attiva nel professionismo dal 2004 al 2012, ebbe per otto stagioni licenza da Professional Continental Team, potendo perciò partecipare di diritto alle gare dei Circuiti continentali UCI.
La squadra, fondata e diretta da Palmiro Masciarelli, partecipò a cinque edizioni del Giro d'Italia, cogliendo sei vittorie di tappa e due successi nella classifica scalatori, entrambi con Stefano Garzelli, nelle edizioni 2009 e 2011.
Lo sponsor principale era Acqua & Sapone, catena italiana di supermercati, specializzata nei prodotti di cura della persona e per la casa.

## Storia
La squadra (ufficialmente Red Team S.r.l.) venne fondata nel 2004 da Palmiro Masciarelli, che assunse anche la carica di general manager. Tra i direttori sportivi vi furono, dal 2004 al 2012, Enrico Paolini, Bruno Cenghialta e Franco Gini. La sede del team era in Abruzzo, a Sambuceto, frazione di San Giovanni Teatino, in provincia di Chieti.
Nel 2006 e nel 2008 l'Acqua & Sapone vinse la classifica a squadre del calendario UCI Europe Tour. Dal 2006 al 2009 la squadra utilizzò biciclette De Rosa, dopo aver corso su biciclette marchiate Moser. Nel biennio 2010-2011 ha corso invece con cicli Bottecchia e nel 2012 con il marchio Focus. Il 2 ottobre 2012 la squadra è stata sciolta.

## Cronistoria

### Annuario
| Anno | Codice | Nome                                | Cat. | Biciclette | Dirigenza |
| ---- | ------ | ----------------------------------- | ---- | ---------- | --- |
| 2004 | A&S    | Acqua & Sapone-Caffè Mokambo        | GSII | Moser      | Manager: Palmiro Masciarelli Dir. sportivi: Franco Gini, Antonio Della Corte, Enrico Paolini                    |
| 2005 | A&S    | Acqua & Sapone-Adria Mobil          | PCT  | Moser      | Manager: Palmiro Masciarelli Dir. sportivi: Franco Gini, Flavio Miozzo, Enrico Paolini                          |
| 2006 | ASA    | Acqua & Sapone                      | PCT  | De Rosa    | Manager: Palmiro Masciarelli Dir. sportivi: Bruno Cenghialta, Franco Gini, Lorenzo Di Lorenzo, Enrico Paolini   |
| 2007 | ASA    | Acqua & Sapone-Caffè Mokambo        | PCT  | De Rosa    | Manager: Palmiro Masciarelli Dir. sportivi: Bruno Cenghialta, Franco Gini, Lorenzo Di Lorenzo                   |
| 2008 | ASA    | Acqua & Sapone-Caffè Mokambo        | PCT  | De Rosa    | Manager: Palmiro Masciarelli Dir. sportivi: Bruno Cenghialta, Franco Gini, Lorenzo Di Lorenzo                   |
| 2009 | ASA    | Acqua & Sapone-Caffè Mokambo        | PCT  | De Rosa    | Manager: Palmiro Masciarelli Dir. sportivi: Bruno Cenghialta, Franco Gini, Lorenzo Di Lorenzo                   |
| 2010 | ASA    | Acqua & Sapone-D'Angelo & Antenucci | PCT  | Bottecchia | Manager: Palmiro Masciarelli Dir. sportivi: Bruno Cenghialta, Franco Gini, Lorenzo Di Lorenzo, Antonio Salutini |
| 2011 | ASA    | Acqua & Sapone                      | PCT  | Bottecchia | Manager: Palmiro Masciarelli Dir. sportivi: Bruno Cenghialta, Franco Gini                                       |
| 2012 | ASA    | Acqua & Sapone                      | PCT  | Focus      | Manager: Palmiro Masciarelli Dir. sportivi: Bruno Cenghialta, Franco Gini                                       |

### Classifiche UCI
Fino al 1998, le squadre ciclistiche erano classificate dall'UCI in un'unica divisione. Nel 1999 la classifica a squadre venne divisa in prima, seconda e terza categoria (GSI, GSII e GSIII), mentre i corridori rimasero in classifica unica. Nel 2005 fu introdotto l'UCI ProTour e, parallelamente, i Circuiti continentali UCI; dal 2009 le gare del circuito ProTour sono state integrate nel Calendario mondiale UCI, poi divenuto UCI World Tour.
| Anno | Class.     | Pos. | Migliore cl. individuale    |
| ---- | ---------- | ---- | --------------------------- |
| 2004 | GSII       | 3º   | Rinaldo Nocentini (104º)    |
| 2005 | Europe T.  | 12º  | Ruggero Marzoli (4º)        |
| 2005 | Asia T.    | 23º  | Denis Bertolini (83º)       |
| 2006 | Europe T.  | 1º   | Rinaldo Nocentini (3º)      |
| 2007 | Europe T.  | 19º  | Giuseppe Palumbo (92º)      |
| 2007 | Asia T.    | 17º  | Francesco Masciarelli (28º) |
| 2008 | Europe T.  | 1º   | Stefano Garzelli (2º)       |
| 2009 | Europe T.  | 13º  | Luca Paolini (7º)           |
| 2009 | World Cal. | 15º  | Stefano Garzelli (26º)      |
| 2010 | Europe T.  | 26º  | Luca Paolini (19º)          |
| 2010 | Africa T.  | 8º   | Rafaâ Chtioui (36º)         |
| 2010 | World Cal. | 23º  | Stefano Garzelli (38º)      |
| 2011 | Europe T.  | 20º  | Fabio Taborre (22º)         |
| 2012 | Europe T.  | 3º   | Danilo Di Luca (5º)         |

## Palmarès
Aggiornato al 27 maggio 2012

### Grandi Giri
- Giro d'Italia

Partecipazioni: 5 (2004, 2007, 2009, 2010, 2011)
Vittorie di tappa: 6
2004 (Fred Rodriguez)
2007 (2 Stefano Garzelli)
2009 (2 Stefano Garzelli)
2010 (Stefano Garzelli)
Vittorie finali: 0
Altre classifiche: 3
2009 Scalatori (Stefano Garzelli)
2009 Combattività (Stefano Garzelli)
2011 Scalatori (Stefano Garzelli)
- Tour de France

Partecipazioni: 0
Vittorie di tappa: 0
Vittorie finali: 0
Altre classifiche: 0
- Vuelta a España

Partecipazioni: 0
Vittorie di tappa: 0
Vittorie finali: 0
Altre classifiche: 0

### Campionati nazionali
Strada
- Campionati bielorussi: 5

In linea: 2006 (Kanstancin Siŭcoŭ); 2007 (Branislaŭ Samojlaŭ)
Cronometro: 2007, 2008 (Andrėj Kunicki)
- Campionati cechi: 3

In linea: 2004 (Ondřej Sosenka)
Cronometro: 2005, 2006 (Ondřej Sosenka)
- Campionati croati: 2

In linea: 2012 (Vladimir Miholjević)
Cronometro: 2012 (Vladimir Miholjević)
- Campionati statunitensi: 1

In linea: 2004 (Fred Rodriguez)
Pista
- Campionati cechi: 1

Inseguimento: 2005 (Ondřej Sosenka)